# 31905 Likinpong
31905 Likinpong este un asteroid din centura principală de asteroizi.

## Descriere
31905 Likinpong este un asteroid din centura principală de asteroizi. A fost descoperit pe 5 aprilie 2000 la Socorro, New Mexico, în cadrul proiectului LINEAR. Asteroidul prezintă o orbită caracterizată de o semiaxă mare de 2,45 ua, o excentricitate de 0,10 și o înclinație de 6,0° în raport cu ecliptica.